# 슬로바키아의 총리 목록
다음 문서는 슬로바키아의 역대 총리를 나열한다.

## 제2공화국
| 초상 | 초상 | 이름                        | 재임 기간        | 재임 기간        | 정당                             |
| ---- | ---- | --------------------------- | ---------------- | ---------------- | -------------------------------- |
|      |      | 블라디미르 메치아르 (1942~) | 1993년 1월 1일   | 1994년 3월 15일  | 민주 슬로바키아 운동             |
|      |      | 요제프 모라우치크 (1945~)   | 1994년 3월 15일  | 1994년 12월 13일 | 슬로바키아 민주연합              |
|      |      | 블라디미르 메치아르 (1942~) | 1994년 12월 13일 | 1998년 10월 30일 | 민주 슬로바키아 운동             |
|      |      | 미쿨라시 주린다 (1955~)     | 1998년 10월 30일 | 2006년 7월 4일   | 슬로바키아 민주기독교연합-민주당 |
|      |      | 로베르트 피초 (1964~)       | 2006년 7월 4일   | 2010년 7월 8일   | 방향-사회민주주의                |
|      |      | 이베타 라디초바 (1956~)     | 2010년 7월 8일   | 2012년 4월 4일   | 슬로바키아 민주기독교연합-민주당 |
|      |      | 로베르트 피초 (1964~)       | 2012년 4월 4일   | 2018년 3월 22일  | 방향-사회민주주의                |
|      |      | 페테르 펠레그리니 (1975~)   | 2018년 3월 22일  | 2020년 3월 21일  | 방향-사회민주주의                |
|      |      | 이고르 마토비치 (1973~)     | 2020년 3월 21일  | 2021년 4월 1일   | 평범한 사람과 독립적인 인격      |
|      |      | 에두아르드 헤게르 (1976~)   | 2021년 4월 1일   | 2023년 5월 15일  | 평범한 사람과 독립적인 인격      |
|      |      | 류도비트 오도르 (1976~)     | 2023년 5월 15일  | 2023년 10월 25일 | 무소속                           |
|      |      | 로베르트 피초 (1964~)       | 2023년 10월 25일 | 현직             | 방향-사회민주주의                |